# Гульден

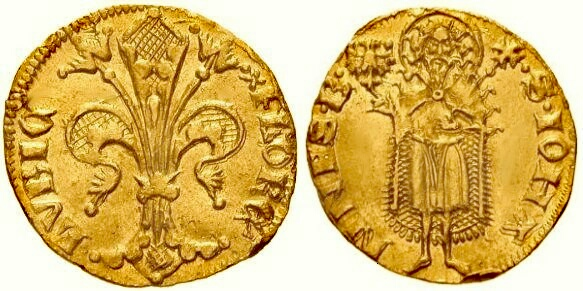
Гульден города Любека, 1341 год. Монета практически полностью повторяет свой флорентийский аналог. На аверсе цветок лилии и надпись «FLORE-LUBIC», на реверсе изображение святого Иоанна и «S.IOHA — NNES.B»

Гульден — устаревшая денежная единица Австрийской империи, ряда немецких государств, швейцарских кантонов, Нидерландов и их колоний, в частности нидерландских Ост-Индии, Антильских островов, Новой Гвинеи и Суринама, а также вольного города Данциг. На апрель 2014 года гульден остаётся действующей валютой нескольких небольших островов в Карибском море.
Прообразом гульдена стал «Fiorino d’oro» (флорин), одна из наиболее распространённых золотых монет средневековой Европы. В немецком языке того времени «Gulden» обозначал «золотой». Термин прижился в немецкоязычных странах и Нидерландах. Первоначально гульденом назвали золотую монету, чеканившуюся в Германии с XIV века в подражание золотому флорину. В конце XV столетия была выпущена первая крупная серебряная монета, которая по стоимости содержащегося в ней серебра была эквивалентной золотому гульдену. Впоследствии гульдены чеканили преимущественно из серебра.
В Нидерландах в 1679 году на заседании Генеральных штатов главной денежной единицей был принят на законодательном уровне серебряный гульден. Местные валюты многочисленных голландских колоний по аналогии с метрополией получили название гульдена.
В немецких государствах гульдены были заменены на золотую марку в 1871 году после создания единого государства Германской империи. В Австрии гульден сменила австро-венгерская крона в 1892 году. В Нидерландах данная денежная единица просуществовала вплоть до введения евро в 2002 году.

## Предыстория
Во время раннего Средневековья в западной и северной частях Европы перестали чеканить золотые монеты. Причиной этому стали как недостаточная добыча золота, так и снижение его поступления из захваченных арабами стран Ближнего Востока и Северной Африки. Незначительное количество золотых монет, которые циркулировали в Европе, в большинстве случаев являлись византийскими солидами, которые в народе получили название «безантов» или «бизантинов». «Безанты» не были деньгами со строго определёнными весовыми характеристиками и количеством содержащегося в них золота. Так, к примеру, в королевстве Кипра чеканили золотые монеты с такой примесью серебра, что они приобретали белый цвет и в народе назывались «белыми бизантами». Отсутствие полноценной золотой денежной единицы создавало ряд трудностей в торговле между различными европейскими странами.

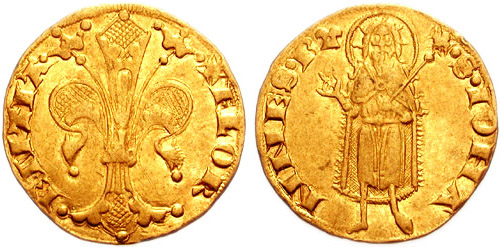
«Fiorino d’oro». На аверсе изображён цветок лилии — символ Флоренции и надпись FLOR-ENTIA. На реверсе — небесный покровитель города Иоанн Креститель

Ситуация изменилась после начала Крестовых походов. В европейские страны стало поступать большое количество золота. Его источником стали как награбленные богатства покорённых народов, так и возобновление торговых отношений с Магрибом. В этом регионе располагался крупнейший центр по добыче золота средневековья Бамбук. Интенсификация международной торговли требовала наличия денежных знаков больших номиналов. Распространённые в описываемое время серебряные гроши и пфенниги не удовлетворяли потребностей купцов. Наиболее развитые торговые города-государства стали чеканить собственные золотые монеты. В 1252 году во Флоренции был выпущен «Fiorino d’oro» (от итальянского «fiore» — цветок), ставший родоначальником денежных единиц «флорин» и «гульден». В Венеции вскоре в 1284 году стали чеканить золотые дукаты, или цехины. Золотая монета ещё одного торгового государства Генуи дженовино не приобрела широкого распространения.
Вес «флорентийского золотого» устанавливался в 3,537 г чистого золота. В реальности обеспечить 999,9 пробу в монетах в условиях средневековья было невозможно. Чеканка данного типа денежных средств без особых изменений во Флоренции продолжалась несколько столетий вплоть до 1531 года.

### Подражание флорентийскому золотому и появление гульдена
Floreni d`oro получили широкое распространение. Уже в 1283 году в подражание данным монетам в Зальцбурге стали выпускать floreni aurei. В XIV столетии они появились в обиходе и в германских государствах. В немецком языке того времени «Gulden» обозначал «золотой». Термин прижился в немецкоязычных странах и Нидерландах. В различных странах «флорины» трансформировались в названия других денежных единиц. Так, венгерское название флорина «форинт» стало обозначать национальную валюту. При этом в Австрии гульдены на монетах и в финансовых документах обозначались аббревиатурой Fl., что представляет собой производное от «флорин».

## Золотой гульден, гольдгульден
Первоначально гульденом назвали золотую монету, чеканившуюся в Германии с XIV века в подражание золотому флорину. По своей сути «гольдгульден» представляет собой плеоназм, так как в дословном переводе означает «золотой золотой». Термин появился после того, как стали чеканить серебряные гульдены. Термин «золотой» в самой разнообразной транскрипции стал обозначать целый ряд денежных единиц. Так, латинское слово Aureus закрепилось за ауреусами. То же самое произошло с польским злотым, луидором и другими денежными знаками.
Первые германские гульдены, которые копировали флорентийскую золотую монету, были выпущены в Богемии во время правления Карла IV и в Любеке.

### Рейнские гульдены

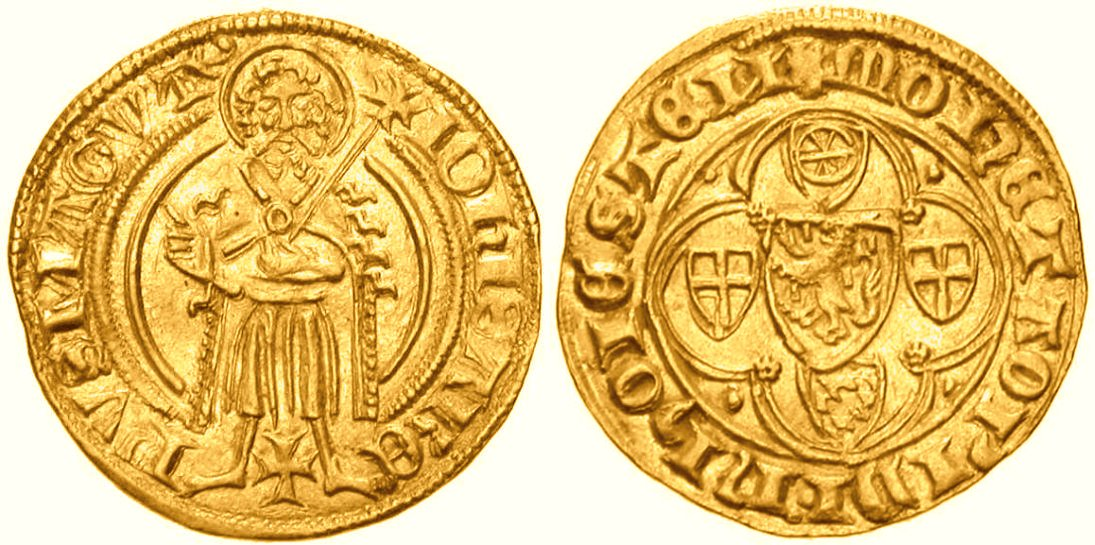
Рейнский гульден города Майнц, конец XIV — начало XV века

В 1356 году императором Священной Римской империи Карлом IV была утверждена т. н. золотая булла. Согласно данному законодательному акту, курфюрсты получили право на неограниченную чеканку денег в своих владениях.
8 июня 1386 года четыре курфюрста — пфальцграф Рейнский Рупрехт I, архиепископ Майнца Адольф, архиепископ Кёльна Фридрих и архиепископ Трира Куно — создали Рейнский монетный союз с целью достижения единообразия чеканки монет в интересах развития торговли. Государствами — членами союза были приняты вес и дизайн золотых монет. Они вошли в историю как «рейнские гульдены». Изначально содержание чистого золота в них составляло 3,39 г, однако постепенно из-за недостатка благородного металла осуществлялась их порча. В начале XVI столетия содержание золота в рейнских гульденах снизилось до 2,5 г. На аверсе этих монет вначале изображался Иоанн Креститель, позднее апостол Пётр или Иисус Христос. На реверсе помещались гербы членов Рейнского монетного союза.

### Другие типы золотых гульденов
Кроме курфюрстов свои гульдены стал чеканить и император. Появление нового типа гульденов, т. н. яблочных гульденов (нем. Apfelgulden) состоялось при Сигизмунде I. На подконтрольных ему монетных дворах во Франкфурте, Базеле, Нордлингене и Дортмунде стали выпускать золотые гульдены. Их особенность состояла в том, что на реверсе был изображён символ имперской власти держава (яблоко) в готическом трёхдужном обрамлении.
Кроме рейнских и яблочных гульденов, появились и множество других типов. Многие сеньоры начинали чеканить собственную золотую монету. Их особенностью было меньшее содержание чистого золота относительно «эталонных» рейнских гульденов.

## От появления серебряного гульдена до Мюнхенского монетного договора

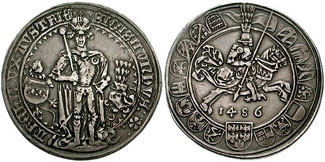
Тирольский гульдинер эрцгерцога Сигизмунда

В 1486 году эрцгерцог Тироля Сигизмунд в связи с нехваткой золота и, в то же время, наличием серебряных рудников в своём государстве выпустил большую серебряную монету. По стоимости содержащегося в ней металла (31,7 г серебра 935 пробы) новая денежная единица была эквивалентна золотому рейнскому гульдену. По своей сути чеканка серебряного гульдена стала первой в Священной Римской империи попыткой заменить золотые монеты серебряными аналогами.
Новую монету называли «гульдинером» и «гульденгрошем». Появление крупной серебряной денежной единицы соответствовало нуждам торговли Европы того времени. Вначале крупные серебряные монеты выпускались мизерными тиражами и по своей сути являлись донативными, то есть подарочными. Первым гульденгрошеном, который являлся реальным расчётным средством, стала саксонская монета, чеканившаяся в 1500—1525 годах. Содержание в ней 27,4 г чистого серебра было выбрано не случайно. При соотношении стоимости серебра к золоту на то время как 10,8 к 1 стоимость этой монеты полностью соответствовала стоимости рейнского гольдгульдена, содержащего 2,54 г золота. В 1510—1512 годах в области Рудных гор на северо-востоке Богемии были открыты богатые месторождения серебра. По приказу местного правителя Штефана Шлика в 1516 году был основан посёлок рудокопов, который получил название Таль, от нем. Tal — долина. В следующем, 1517 году, разросшийся город получил название Иоахимсталя (в честь покровителя рудокопов святого Иоахима).

В 1518 году барон Шлик получил монетную регалию (право на чеканку собственной монеты) от короля Чехии и Венгрии Людовика. В том же году было выпущено около 61,5 тысяч крупных серебряных монет по типу гульдинера. Их чеканка стала регулярной. Производительность монетного двора выросла с 92 416 талеров в 1519 году до 208 593 талеров в 1527 году. Монеты имели вес в 29,25—29,5 г и содержали около 27,2 г чистого серебра. Также данные монеты имели характерный дизайн. Аверс содержал изображение святого Иоахима, а реверс — геральдического льва и титул короля Людовика. По средневековым меркам тираж новых гульдинеров был огромен. Всего до 1545 года из серебра рудников Иоахимсталя было отчеканено более 3 млн экземпляров иоахимсталеров. Это принесло не только колоссальный доход семейству Шликов, но и привело к их распространению по всей Германии, Чехии и Венгрии, а также за их пределами. Большое количество характерных денежных знаков привёл к тому, что их стали называть по месту чеканки «иоахимсталерами», или сокращённо «талерами». Это название позже перешло на все типы гульденгрошенов. В других странах оно трансформировалось в доллар, дальдер, дальдре, далер, таллеро, талари, толар, таляр.

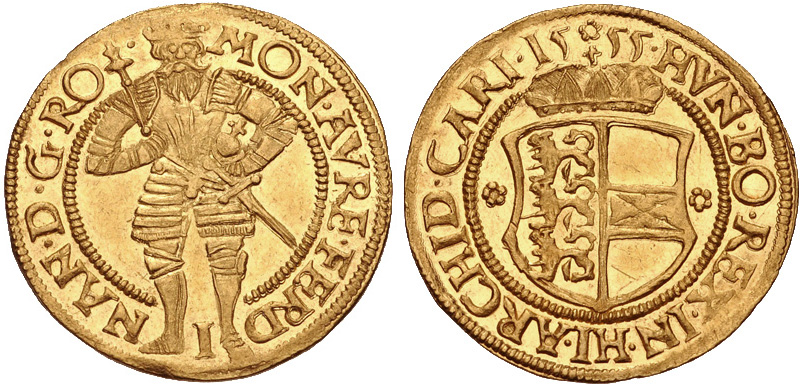
Преемник золотого гульдена — рейнский дукат

Наличие множества эмиссионных центров закономерно приводило к появлению целого ряда отличий в монетах одного номинала. Гульдинеры, отчеканенные разными правителями, отличались не только изображениями на аверсе и реверсе, но и по пробе серебра и содержанию в них благородных металлов. С целью унификации денежной системы на территории Священной Римской империи с небольшим временным промежутком были приняты 3 монетных устава. Эслингенский монетный устав (1524 года), а также два Аугсбургских монетных устава (1551 и 1559 года) в полной мере не выполнялись. Фактическим их результатом стало появление счётной единицы — счётного гульдена, который приравнивался к 60 крейцерам, а также нового типа золотых монет — золотых дукатов, которые заменили рейнские и «яблочные» гульдены.
Впоследствии вес и содержание благородных металлов в различных денежных единицах несколько раз пересматривался. Крупная серебряная монета, первоначально обозначаемая как «серебряный гульден» или гульдинер, получила название талера. В 1753 году была подписана австрийско-баварская монетная конвенция, которая окончательно разграничила «гульден» и «талер». Согласно данному договору, из одной кёльнской марки серебра Бавария и Австрия могли чеканить по 10 талеров или 20 гульденов. Соответственно 1 талер приравнивался 2 гульденам. Исходя из веса кёльнской марки каждый конвенционный талер имел общий вес в 28,006 г при содержании 23,389 г чистого серебра, а гульден соответственно содержал 11,693 г чистого серебра.
Хотя гульдены выпускали из серебра, в Бадене и Вюртемберге были отчеканены незначительные тиражи золотых монет номиналом в 5 и 10 гульденов.

## От Мюнхенского монетного договора до прекращения выпуска гульденов

### Гульден в германских государствах

2 гульдена 1855 г. — памятная баварская монета короля Максимилиана II

В 1837 году в соответствии с Мюнхенским договором был создан Южно-Германский монетный союз, который подписали государства южной и части центральной Германии. Союз был призван обеспечить унификацию денежных систем участников договора. Согласно данному договору, королевства Бавария, Вюртемберг, герцогства Нассау, Баден, Гессен, а также вольный город Франкфурт в 1837 году унифицировали свои денежные системы. В 1838—1839 годах к союзу присоединились Саксен-Мейнинген, Гогенцоллерн-Зигмаринген, Гогенцоллерн-Хехинген, Гессен-Гомбург и Шварцбург-Рудольштадт.
Основной расчётной весовой единицей, согласно договору, была принята кёльнская марка чистого серебра (233,855 г). Монетная стопа составляла 24,5 гульдена из одной кёльнской марки. Соответственно, 1 гульден содержал около 9,5 г чистого серебра. Разменной монетой стал крейцер. 60 крейцеров составляли 1 гульден. В свою очередь различные государства, входящие в монетный союз, чеканили производные крейцера — 1⁄2 и 1⁄4 крейцера, пфенниги и геллеры.
Большинство немецких государств, не вошедших в Южно-Германский монетный союз, в 1838 году подписали Дрезденский монетный договор. Таким образом, на территории Германского таможенного союза одновременно функционировали две денежные системы. Учитывая необходимость унификации денежных систем, согласно подписанному в Дрездене договору, была принята следующая монетная стопа: 7 двойных талеров (нем. Doppeltaler) из марки. Новая денежная единица стала эквивалентной двум прусским талерам и 3,5 гульденам Южно-Германского монетного союза.
После революции 1848—1849 годов в Пруссии её влияние на государства Германского союза было значительно ослаблено. На этом фоне Австрия стала требовать полноценного участия в Германском таможенном союзе, что ещё более ослабило бы степень влияния Пруссии. В 1854 году был согласован компромиссный договор, согласно которому предполагалось создание общей монетной системы между Австрией и германским таможенным союзом. В ходе переговоров представители Австрии настаивали на введении золотого стандарта. Это предложение было категорически отвергнуто большинством германских государств, так как ослабляло их местную валюту. Для Пруссии, чей талер был основной денежной единицей таможенного союза, введение золотого стандарта было крайне невыгодным. В результате в 1857 году была подписана Венская монетная конвенция, которая унифицировала валюты стран Южно-Германского монетного союза, стран — участниц Дрезденской конвенции и Австрии.
Согласно Венской монетной конвенции, основной весовой единицей для стран — участниц конвенции вместо кёльнской марки становился «таможенный фунт» (нем. Zollpfund), равный 500 граммам. Для стран Дрезденской монетной конвенции устанавливалась монетная стопа в 30 талеров из одного таможенного фунта, для Южно-Германского монетного союза — 52,5 гульдена, для Австрии — 45 гульденов. Подписание этого договора означало незначительное обесценивание двух немецких денежных единиц (на 0,22 %) при сохранении обменного курса — 2 талера = 3,5 гульдена. При этом австрийский гульден обесценился на 5,22 %. Одновременно Австрия перешла на десятичную монетную систему, 1 гульден стал равен 100 крейцерам.
В результате подписания Венской монетной конвенции основной денежной единицей союза стал союзный талер (нем. Vereinsthaler) со следующими зафиксированными соотношениями: 1 союзный талер = 0,5 двойного талера = 1,5 австрийских гульдена = 1 3/4 южногерманских гульдена.
После победы Пруссии в нескольких войнах над Данией в 1864 году, Австрией в 1866 году и Францией в 1871 году небольшие немецкие государства были объединены в одну Германскую империю. Появление нового государства предполагало создание общей валюты. Ею стала марка. Законом от 4 декабря 1871 года устанавливалась единая валюта для всей Германской империи — золотая марка, содержавшая 0,358423 г чистого золота, и регламентировался выпуск монет в 10 и 20 марок. Наряду с золотыми марками обращались прежние серебряные монеты государств Германии, в том числе и южнонемецкие гульдены. Золотомонетный стандарт введён законом (монетным уставом) от 9 июля 1873 года на базе золотого содержания марки. Прежние монеты всех наименований начали изыматься в обмен на марки по указанным в законах соотношениям. 1 южнонемецкий гульден обменивался на 1 марку 71 пфенниг. После этого в 1876 году гульден перестал быть законным платёжным средством в Германской империи.

### Гульден в Австрии

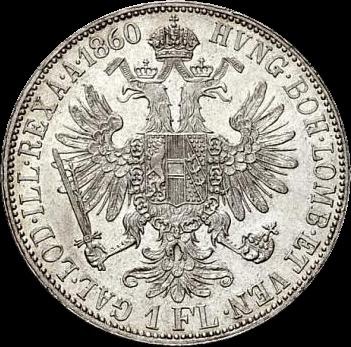
Реверс 1 австрийского гульдена. Номинал монеты указан как «1 Fl.»

В 1753 году была подписана монетная конвенция, в соответствии с которой из одной кёльнской марки серебра чеканилось по 10 талеров или 20 гульденов, то есть 1 талер приравнивался 2 гульденам.
В 1762 году был начат выпуск банкнот Венского городского банка в гульденах — банкоцеттелей (нем. Bankozettel). Курс банкоцеттелей относительно серебряного гульдена иногда колебался, а после Семилетней войны (1756—1763) произошло их обесценивание. Чрезмерная эмиссия в период наполеоновских войн привела к очередному падению курса, в 1810 году металлический гульден стоил 13 гульденов банкоцеттелями.
В 1811 году введена «Венская денежная система» (нем. Wiener Währung). Были выпущены выкупные свидетельства, на которые обменивались банкоцеттели в соотношении: 5 гульденов банкоцеттелями за 1 гульден выкупными свидетельствами. Банкоцеттели окончательно изъяты из обращения в 1816 году.
В 1813 году начат выпуск «антиципационных билетов» (нем. Antizipationsscheine) в гульденах. В связи с военными расходами эмиссия выкупных и антиципационных билетов постоянно увеличивалась, что привело к обесцениванию. В 1820 году Национальному банку Австрии было поручено начать выпуск новых банкнот и изъять из обращения выкупные и антиципационные билеты по курсу: 2,5 гульдена выкупными и антиципационными билетами за 1 гульден новыми банкнотами. Процесс выкупа растянулся на несколько десятилетий.
В 1857 году Австрия подписала с германскими государствами Венскую монетную конвенцию, на основании которой были унифицированы их валюты. Гульден, чеканившийся ранее по конвенционной стопе 1753 года, стал равняться 1 гульдену 5 крейцерам новой валюты. В основу чеканки монет вместо кёльнской марки был положен таможенный фунт (Zollphund = 500 г), из которого в Австрии чеканилось 45 гульденов. Гульден, который делился ранее на 50 крейцеров, стал делиться на 100 новых крейцеров (Neukreuzer). По условиям конвенции Австрия сохранила право чеканки талера Марии Терезии и дуката по конвенционной стопе 1753 года. Новая монетная система была названа «Австрийской валютой» (нем. Österreichische Währung) и с 1 сентября 1858 года признавалась единственной законной во всей империи.
После Австро-прусской войны 1866 года Австрия вышла из Венской монетной конвенции, но продолжала чеканку монет в соответствии с её нормами.
На монетах и банкнотах указывались разные названия валюты. На банкнотах номинал указывался в гульденах (нем. Gulden), на монетах — в флоринах (нем. Florin). После подписания Австро-венгерского соглашения 1867 года и образования Австро-Венгрии в 1868 году начат выпуск монет с венгерским названием валюты — форинт. С 1880 года одна сторона банкнот содержала текст на немецком языке (с указанием номинала в гульденах), другая сторона — на венгерском языке (с номиналом в форинтах).
Неудачная для Австрии война 1866 года заставила прибегнуть к увеличению эмиссии бумажных денег. В течение почти четверти века после образования Австро-Венгрии сохранялся лаж на бумажные гульдены по отношению к монете, составлявший в среднем 18 %. Золотые и серебряные монеты почти не участвовали в обращении, их предпочитали использовать для накопления. Расчёты практически полностью перешли на бумажные гульдены.
2 августа 1892 года вместо гульдена введена австро-венгерская крона. В ходе денежной реформы был осуществлён переход от серебряного к золотому стандарту. Ранее выпущенные монеты и банкноты находились в обращении до 1900 года в соотношении: 1 гульден (флорин) = 2 кроны.

## Гульден вНидерландах

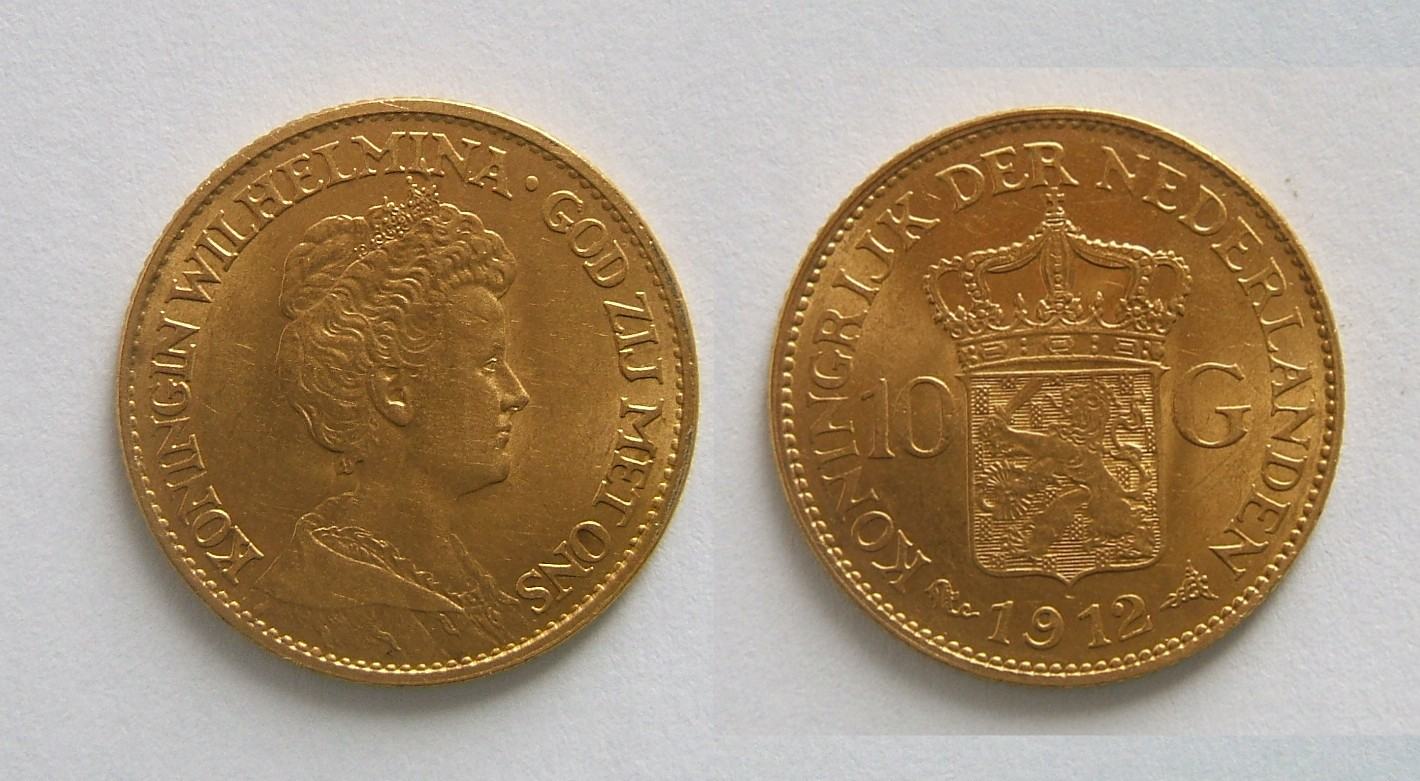
10 гульденов 1912 года

Как и в Германии, в Нидерландах первые золотые флорины чеканились по образцу флорентийской монеты. Здесь они также стали называться гульденами («золотыми»). На момент широкого распространения «fiorino d`oro» формально территория современных Нидерландов принадлежала герцогам Бургундии. Развитие мореходства способствовало выходу промышленных регионов на европейские рынки. Ряд городов чеканили собственные типы гульденов, которые несколько отличались по весу и дизайну. К примеру, в Утрехте выпускали т. н. постулатсгульдены, в Гельдерне — арнольдсгульдены, в Хорне — хорнсгульдены и др.
Первая попытка стандартизировать гульдены была предпринята после вхождения Нидерландов в состав Священной Римской империи под власть королей из династии Габсбургов. В 1499 году было принято постановление, согласно которому из одной парижской марки (около 244 г) следовало чеканить 74 гульдена. Содержание металла в каждом гульдене составило около 3,3 г. Также в документе определяется номинальная стоимость гульдена к мелкой серебряной монете. 1 гульден приравнивался к 4 шиллингам (1 шиллинг = 12 денье) и 2 денье, или 50 денье, что соответствовало 25 стюверам.
Первый серебряный гульден в Нидерландах был отчеканен в Фрисландии в 1601 году. Вскоре их стали выпускать и в других провинциях Нидерландов.
Новые монеты приравнивались к 28 стюйверам (за что их также называли «ахтентвинтигами»: от нидерл. achtentwintig — двадцать восемь). Номинал «28» нередко чеканили на аверсе или реверсе монеты. Бесконтрольный выпуск «ахтенвинтигов» разными городами привёл к их порче. В 1693 году дальнейшее обращение данного типа монет было запрещено.
В 1679 году на заседании Генеральных штатов главной денежной единицей в Нидерландах был принят серебряный гульден. В нём должно было содержаться 9,65 г чистого серебра. Гульден делился уже не на 28, а на 20 стюйверов, каждый по 16 пфеннигов.
Такое положение сохранялось вплоть до 1810 года, когда Нидерланды были включены в состав Французской империи. После окончательного поражения Наполеона по результатам Венского конгресса было образовано Объединённое королевство Нидерландов. Его денежной единицей стал гульден. Страна перешла на десятичную денежную систему. Гульден стал делиться на 100 центов. Содержание чистого серебра в одном гульдене было установлено в 9,61 г, а в 1839 году снижено до 9,45 г.
Очередное изменение в ценности денежной единицы произошло в 1875 году, когда страна перешла к золотомонетному стандарту. Содержание чистого золота в 1 гульдене законодательно устанавливалось в 0,6048 г. В Голландии стали чеканить золотые монеты номиналом в 10 и 5 гульденов.
С началом Первой мировой войны страны Европы отошли от золотомонетного стандарта. Впоследствии в 1920 году была снижена проба серебра, из которого чеканили разменные монеты, а в 1969 году страна окончательно отказалась от выпуска обиходных монет из ценных металлов. Ценность нидерландского гульдена перестала определяться содержанием в нём благородного металла.
В 2002 году нидерландский гульден был выведен из обращения и заменён евро по курсу 2,20371 NLG за 1 EUR, или, соответственно, EUR 0,453780 за NLG 1. Обмен бумажных гульденов на евро производится до 2032 года.

### Гульдены нидерландских колоний
С появлением у Голландии большого количества колоний стал вопрос о создании в них местных денежных единиц. Все они, по аналогу с валютой метрополии, получили название гульдена.

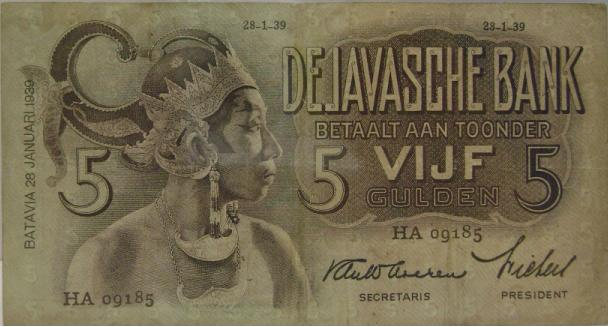
5 гульденов нидерландской Ост-Индии

Крупнейшей из колоний была Голландская Ост-Индия, занимавшая территорию современной Индонезии. В 1828 году там был создан Яванский банк, ставший позднее основой Центрального банка Нидерландской Ост-Индии, а затем — независимой Индонезии. Это финансовое учреждение эмитировало ценные бумаги с номиналом в гульденах. В 1854 году колониальная администрация ввела новую денежную единицу — гульден нидерландской Ост-Индии, также неформально называвшийся «яванским гульденом».

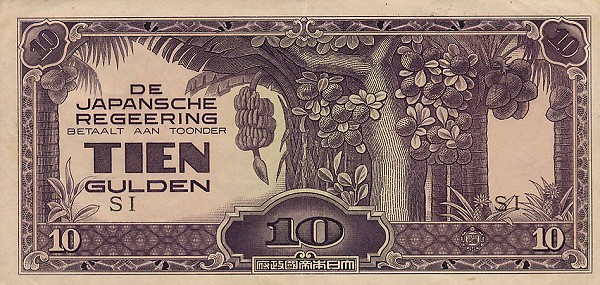
10 японских оккупационных гульденов

В 1942 году, после захвата голландских ост-индских владений Японией, оккупационной администрацией — как и на многих других занятых японцами территорий — были выпущены военные деньги с названием прежних местных денежных единиц: японские оккупационные гульдены. На аверсе новых банкнот печатались номинал и надпись «Японское правительство» на нидерландском и японском языках. В 1944 году в рамках усилий японской администрации по стимулированию националистических, антиевропейских настроений среди местного населения оккупационные гульдены были переименованы в рупии. Оккупационные рупии имели хождение до окончания японского военного присутствия осенью 1945 года. После возвращения нидерландской колониальной администрации выпуск гульденов был возобновлён. Оккупационные деньги выкупались по курсу: 3 нидерландских гульдена Ост-Индии за 100 оккупационных гульденов и/или рупий. Выпуск ост-индского гульдена продолжался до изгнания голландцев в результате войны за независимость Индонезии: в 1950 году денежной единицей страны стала индонезийская рупия.
При этом на остававшейся под контролем Нидерландов западной части острова Новая Гвинея был введён гульден Нидерландской Новой Гвинеи. Он имел хождение до 1963 года, когда эта территория была передана под управление Индонезии, которая начала для неё выпуск западноирианской рупии.

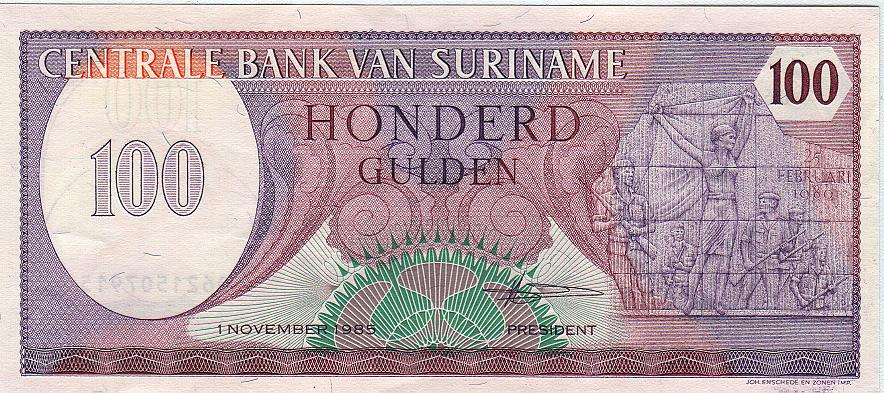
100 суринамских гульденов

В Нидерландской Гвиане (Суринаме) местная денежная единица была приравнена к гульдену метрополии. В 1940 году, после оккупации Нидерландов войсками Третьего рейха, в колонии была установлена привязка валюты Суринама к доллару США. 1 доллар США обменивался на 1,886 суринамских гульдена. Официальный курс оставался относительно стабильным в течение нескольких десятилетий. В 1971 году был установлен курс в 1,78879 гульдена за $1. В 1990-х годах бывшая голландская колония пережила сильные финансовые потрясения, которые привели к обесцениванию местной денежной единицы. В 2004 году суринамский гульден прекратил своё существование в связи с введением суринамского доллара. Обменный курс составил 1000 гульденов за один доллар.

1 антильский гульден, аверс

На Нидерландских Антильских островах местная денежная единица, как и валюты других голландских колоний, получила название гульдена. Как и в Суринаме, вначале она была приравнена к голландскому гульдену, а после оккупации метрополии немецкими войсками в 1940 году привязана к доллару США фиксированным валютным курсом. Официальный курс в 1,79 нидерландских антильских гульдена за $1 сохраняется вплоть до 2014 года.
1 января 1986 года Аруба вышла из состава Нидерландских Антильских островов, став ассоциированным государством с Нидерландами, и начала использовать арубанский флорин. 10 октября 2010 года Нидерландские Антильские острова как административная единица прекратили существование. Получившие статус заморских провинций (специальные муниципалитеты Нидерландов) Бонайре, Саба и Синт-Эстатиус 1 января 2011 года заменили нидерландский антильский гульден на доллар США. Кюрасао и Синт-Мартен, получившие статус ассоциированных государств с Нидерландами, планировали заменить его с 1 января 2012 года, но затем введение новой валюты было отложено. На апрель 2014 года эти два острова в Карибском море продолжают использовать нидерландский антильский гульден. Предполагаемая его замена на карибский гульден будет носить символический характер, так как обменный курс и покупательная способность новой валюты будет полностью соответствовать старой.

## Гульден в Швейцарии

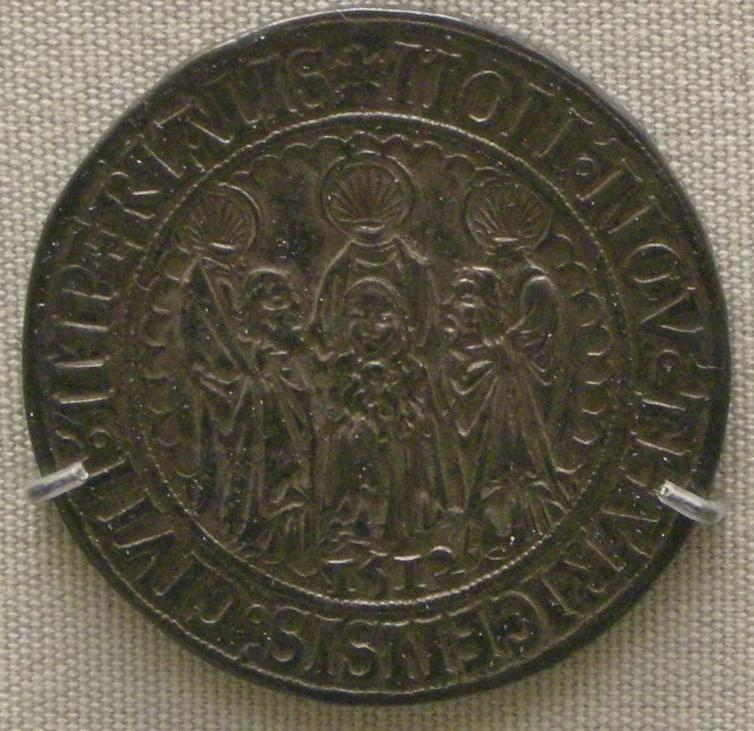
Серебряный гульден, Цюрих

Вплоть до 1850 года каждый из составляющих Швейцарию кантонов имел право чеканить собственную монету и устанавливать собственные денежные единицы. В целом судьба гульдена швейцарских кантонов схожа с их трансформацией в немецких государствах. Впервые он упоминается в швейцарских письменных источниках около 1300 года. Первые гульдены были отчеканены в Базеле в 1429 году. Впоследствии их стали выпускать и в других городах Швейцарской конфедерации.
Период реформации в XVI столетии был ознаменован не только войнами, но и порчей монет. В результате гульден перестали чеканить из золота и в ряде кантонов стали выпускать из серебра. Вплоть до окончательного введения единой валюты швейцарского франка данная денежная единица в различное время использовалась во Фрибуре, Люцерне, Невшателе, Швице, Юре, Цюрихе и других швейцарских кантонах. При этом гульдены разных земель имели собственное деление. Так, если в Берне, Люцерне и Цюрихе один счётный гульден соответствовал 15 батценам, 40 шиллингам или 60 крейцерам, то в западных кантонах он подразделялся на 12 солей, каждый из которых состоял из 12 денье.

## Гульден Данцига

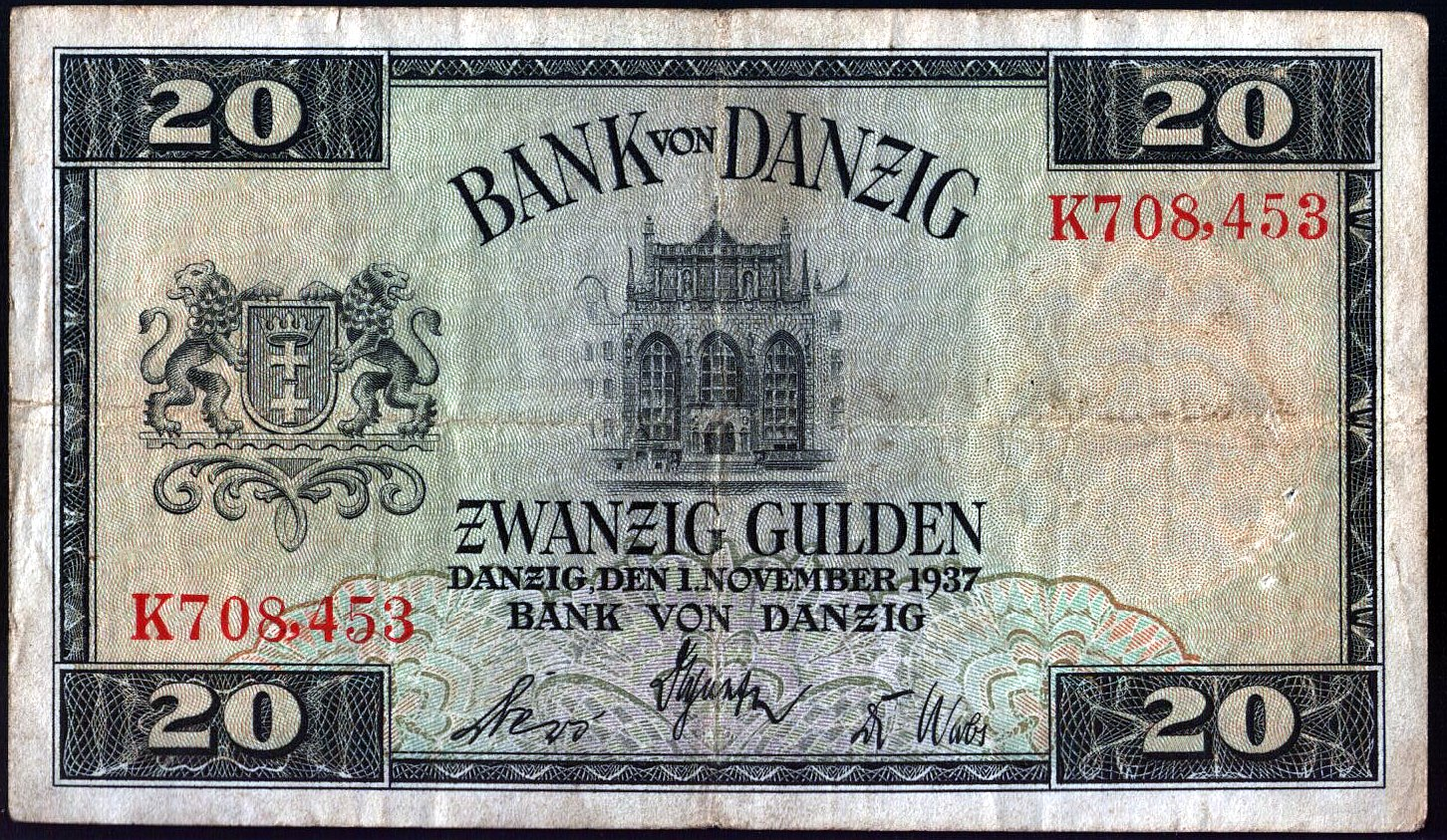
20 данцигских гульденов

В созданной во время наполеоновских войн и просуществовавшей с 1807 по 1814 год Данцигской республике гульден являлся счётной денежной единицей. Он делился на 30 грошей, каждый из которых, в свою очередь, на 3 шиллинга. При этом монет с обозначением номинала в гульденах для обихода отчеканено не было.
Государственное образование вольный город Данциг было создано в 1920 году. Поначалу его денежной единицей являлась немецкая марка, но гиперинфляция в Германии в начале 1920-х годов вынудила местные власти пойти на введение собственной валюты и изъятие немецких марок из денежного оборота. В сентябре 1923 года был образован Данцигский банк, который начал выпуск данцигских гульденов (равнявшихся 100 пфеннигам). Новая валюта была привязана не к марке, а к фунту стерлингов (25 данцигских гульденов = 1 фунт стерлингов). Были выпущены монеты номиналом 1, 2, 5 и 10 пфеннигов, а также в ½, 1, 2, 5, 10 и 25 гульденов; банкноты выпускались номиналом в 1, 2, 5, 10, 25 и 50 пфеннигов, а также 1, 2, 5, 10, 20, 25, 50, 100, 500 и 1000 гульденов.
Отказ Великобритании от золотомонетного стандарта и последовавшая за этим девальвация фунта стерлингов в 1931 году привели к изменению обменного курса гульдена, и потому в апреле 1932 года было установлено, что отныне 1 данцигский гульден будет равняться 0,292895 г чистого золота. Это привело к выпуску второй серии монет. В 1935 году курс гульдена был снижен ещё на 42 % до 0,1687923 г чистого золота.
30 сентября 1939 года, после присоединения Данцига к Германии, данцигские гульдены были обменены по курсу 70 рейхспфеннигов за 1 гульден. Монеты в 1, 2, 5 и 10 пфеннигов были приравнены по номиналу к монетам в рейхспфеннигах и обращались до 1 ноября 1940 года.